# Alberta Highway 4
Der Alberta Highway 4 (kurz AB 4) führt von der Grenze zwischen den Vereinigten Staaten und Kanada nach Nordwesten in die Stadt Lethbridge. Er hat eine Länge von 103 km und ist, als sogenannte Core Route, Bestandteil des kanadischen National Highway System.
Der Highway 4 ist Bestandteil des CANAMEX Corridor. Diese Handelsroute wurde im Rahmen des Nordamerikanischen Freihandelsabkommens definiert und dient dem Transport zwischen Kanada, den Vereinigten Staaten und Mexiko.

## Streckenführung
Der Highway beginnt an der Grenze zum US-amerikanischen Bundesstaat Montana. Er stellt die nördliche Fortsetzung des Interstate 15 dar. Direkt an der Grenze liegt die Gemeinde Coutts, die auch der Grenzstation ihren Namen gab. Der Highway führt dabei als vierspurig ausgebaute Umgehungsstraße um den Ort. Er verläuft in nordwestlicher Richtung; über den Großteil der Strecke verläuft parallel eine Bahnstrecke der Canadian Pacific Railway.
Bei Warner mündet der Highway 36 ein, der unter dem Namen Veterans Memorial Highway bekannt ist. Südlich von Stirling zweigt der Highway 52 nach Westen, nördlich von Stirling der Highway 61 nach Osten ab. Die Route führt von Süden her an der Stadt Lethbridge als Umgehung vorbei. Die bisherige Streckenführung zum Highway 5 über die 24 Avenue S wurde aufgegeben, stattdessen führt die Route nun nach Norden hin zum Highway 3, dem Crowsnest Highway. Die alte Streckenführung ist jedoch noch auf vielen Kartenwerken zu finden.
Das Teilstück vom Highway 61 bis zum Ende des Highways am Crowsnest Highway ist Bestandteil des Red Coat Trails, der von Winnipeg in Manitoba bis nach Fort Mcleod, Alberta, führt.

## Ausbau
Die komplette Strecke ist vierspurig ausgebaut. Dies stellt jedoch keinen autobahnähnlichen Ausbau dar, da die Kreuzungen niveaugleich sind.